# 公子橐師
公子橐師（?—?），春秋时期楚国的右司马。
前574年（周简王十二年、鲁成公十七年、楚共王十七年、吴王寿梦十二年），舒庸国以楚国在鄢陵之战败於晋国，告知吴人，吴国围巢，伐驾，围釐、虺（巢、驾、釐、虺，楚国的四邑），遂恃吴国不设防备。公子橐师袭灭舒庸。前558年（周灵王十四年、鲁襄公十五年、楚康王二年）楚国公子午做令尹，公子罢戎做右尹，蒍子冯做大司马，公子橐師做右司马，公子成做左司马，屈到做莫敖，公子追舒做箴尹，屈荡做连尹，养由基做宫厩尹。